# Lista de unidades federativas do Brasil por taxa de natalidade
| 5-9,9‰ 10-14,9‰ 15-19,9‰ | 20-24,9‰ 25-29,9‰ 30‰ ou mais |

| 5-9,9‰ 10-14,9‰ 15-19,9‰ | 20-24,9‰ 25-29,9‰ 30‰ ou mais |

Mapa das unidades federativas do Brasil por taxa de natalidade.

Mapa das regiões brasileiras por taxa de natalidade.

Esta é uma lista de unidades federativas do Brasil por taxa de natalidade, índice que representa a quantidade de crianças que nasceram no país por cada mil habitantes em um ano.
O Brasil é uma república federativa formada pela união de 26 estados federados e do Distrito Federal. Segundo o Instituto Brasileiro de Geografia e Estatística (IBGE), em 2009 a taxa de natalidade no país era de 15,77 crianças nascidas a cada grupo de mil pessoas, sendo a 134ª maior do mundo. A unidade federativa com o maior índice é Roraima, cujo valor da taxa de natalidade é de 28,7 nascidos vivos a cada mil habitantes, seguido pelo Amapá (27,9) e Acre (23,9). Já as menores taxas são as dos estados do Rio Grande do Sul (11,6), Rio de Janeiro (11,9) e Santa Catarina (12,5).
Segundo o IBGE, a taxa de natalidade está relacionada ao processo de urbanização, que gera transformações de ordens socioeconômica e cultural na população. A instituição de métodos contraceptivos, melhores condições médicas e um aumento do nível de educação também se relacionam com a atual quantidade de filhos tidos pelas mulheres no Brasil e em suas regiões.

## Unidades federativas do Brasil por taxa de natalidade
| Posição | Unidade federativa  | Taxa de natalidade ‰ | País comparável          |
| ------- | ------------------- | -------------------- | ------------------------ |
| 1       | Roraima             | 28,7                 | Djibouti                 |
| 2       | Amapá               | 27,9                 | Haiti                    |
| 3       | Acre                | 23,9                 | Egito                    |
| 4       | Alagoas             | 23,1                 | Índia                    |
| 5       | Maranhão            | 20,5                 | Marrocos                 |
| 6       | Sergipe             | 20,4                 | Marrocos                 |
| 7       | Amazonas            | 20,1                 | São Vicente e Granadinas |
| 8       | Piauí               | 19,9                 | Jamaica                  |
| 9       | Pará                | 18,8                 | Vietnã                   |
| 10      | Bahia               | 18,8                 | Vietnã                   |
| 11      | Tocantins           | 18,4                 | Turquia                  |
| 12      | Rondônia            | 18,4                 | Turquia                  |
| 13      | Rio Grande do Norte | 17,9                 | Kuwait                   |
| 14      | Ceará               | 17,9                 | Kuwait                   |
| 15      | Paraíba             | 17,4                 | Argentina                |
| 16      | Pernambuco          | 17,4                 | Argentina                |
| 17      | Mato Grosso         | 17,3                 | Bahrein                  |
| 18      | Distrito Federal    | 17,3                 | Bahrein                  |
| 19      | Mato Grosso do Sul  | 16,9                 | Bahamas                  |
| 20      | Espírito Santo      | 16,5                 | Irlanda                  |
| 21      | Goiás               | 15,2                 | Irlanda                  |
| 22      | Minas Gerais        | 15,1                 | Uruguai                  |
| 23      | São Paulo           | 13,3                 | Porto Rico               |
| 24      | Paraná              | 12,9                 | Sérvia                   |
| 25      | Santa Catarina      | 12,5                 | Antilhas Neerlandesas    |
| 26      | Rio de Janeiro      | 11,9                 | Noruega                  |
| 27      | Rio Grande do Sul   | 11,6                 | Luxemburgo               |

### Classificação por região
| Posição | Região              | Taxa de natalidade ‰ | País comparável          |
| ------- | ------------------- | -------------------- | ------------------------ |
| 1       | Região Norte        | 20,0                 | São Vicente e Granadinas |
| 2       | Região Nordeste     | 18,9                 | Santa Lúcia              |
| 3       | Região Centro-Oeste | 16,3                 | Albânia                  |
| 4       | Região Sudeste      | 13,6                 | Montenegro               |
| 5       | Região Sul          | 12,3                 | Austrália                |